# Rebanador de queso
El rebanador de queso se trata de un cuchillo especial para cortar rebanadas de queso, fue inventado y patentado en 1925 por Thor Bjørklund, un carpintero de Lillehammer, Noruega. Su producción en masa comenzó en 1927. La idea principal que motivó su diseño fue el Guillame muy empleado casualmente por los carpinteros.

## Características
Los rebanadores de queso son muy populares en los países nórdicos, Países Bajos (donde se denomina Kaasschaaf), Alemania, Francia y Suiza. El éxito de este instrumento ocurre en los países donde el queso es más comido y donde las variedades más tradicionales son difíciles de cortar debido a su cremosidad y suave textura. En algunos contextos se dice que la frugalidad de los Protestantes (rebanadas delgadas) pudo haber jugado un papel en el desarrollo de este instrumento de cocina.